# 493

## Události
- 2. února – po několikaletém obléhání Ravenny je uzavřena mírová smlouva mezi Theodorichem Velikým, vládcem Ostrogótů, a Odoakerem. Odoaker je ale vzápětí při smiřovací hostině zavražděn.

## Úmrtí
- asi 15. března – Flavius Odoaker, vládce Itálie (zavražděn).

## Hlavy států
- Papež – Gelasius I. (492–496)
- Byzantská říše – Anastasius I. (491–518)
- Franská říše – Chlodvík I. (481–511)
- Itálie – Flavius Odoaker (476–493)
- Perská říše – Kavád I. (488–496, 499–531)
- Ostrogóti – Theodorich Veliký (474–526)
- Vizigóti – Alarich II. (484–507)
- Vandalové – Gunthamund (484–496)